# Anciano de Estado de Estonia
El Anciano del Estado (en estonio: riigivanem), a veces también traducido como Jefe de Estado, fue el título oficial del jefe de Estado estonio entre 1920 y 1937. Combinaba algunas de las funciones de un presidente y un primer ministro en la mayoría de las demás democracias.
Según la Constitución de Estonia de 1920, promulgada mediante la "Constitución de la República de Estonia, la Ley del Referéndum y la Ley de Implementación de la Ley de Iniciativa Ciudadana" el 2 de julio de 1920, tras ser aprobada por la Asamblea Constituyente el 16 de junio de 1920 (Riigi Teataja, 9 de agosto de 1920, n.º 113/114), el Gobierno de la República estaba compuesto por el riigivanem (Anciano del Estado) y los ministros (artículo 58).

## Funciones
Las responsabilidades del Anciano del Estado eran representar a la República de Estonia, administrar y coordinar las actividades del Gobierno de la República, presidir las reuniones gubernamentales; el Anciano del Estado también tenía derecho a investigar las actividades de los ministros (artículo 62). El Gobierno de la República nombró a uno de sus miembros como Adjunto del Anciano del Estado.
En la práctica, el Anciano del Estado tenía muy poco poder. La Constitución de 1920 tenía un carácter radicalmente parlamentario, y el Anciano del Estado podía ser destituido en cualquier momento. Esto limitaba su capacidad para desempeñar un papel de equilibrio entre el gobierno y el poder legislativo.
Con la Constitución de 1934, la institución experimentó una reforma y se convirtió en el equivalente de un presidente, ya que se elegía un jefe de gobierno independiente. El golpe de Estado de 1934 perpetrado por Konstantin Päts impidió que la institución se materializara, ya que gobernó como Primer Ministro en Funciones del Anciano del Estado hasta 1937.

## Lista de los ancianos de Estado de la República de Estonia

### 1920-1934
| Retrato | Retrato                                                          | Nombre                                                           | Duración del gobierno                                            | Duración del gobierno                                            | Duración del gobierno                                            | Partido político                                                 | Gobierno                                                                           | Riigikogu (Elección)                                             |
| Retrato | Retrato                                                          | Nombre                                                           | Comienzo                                                         | Fin                                                              | Días                                                             | Partido político                                                 | Gobierno                                                                           | Riigikogu (Elección)                                             |
| La Constitución de 1920 sustituía la figura del Primer Ministro.                                                               | La Constitución de 1920 sustituía la figura del Primer Ministro. | La Constitución de 1920 sustituía la figura del Primer Ministro. | La Constitución de 1920 sustituía la figura del Primer Ministro. | La Constitución de 1920 sustituía la figura del Primer Ministro. | La Constitución de 1920 sustituía la figura del Primer Ministro. | La Constitución de 1920 sustituía la figura del Primer Ministro. | La Constitución de 1920 sustituía la figura del Primer Ministro.                   | La Constitución de 1920 sustituía la figura del Primer Ministro. |
| --- | ---------------------------------------------------------------- | ---------------------------------------------------------------- | ---------------------------------------------------------------- | ---------------------------------------------------------------- | ---------------------------------------------------------------- | ---------------------------------------------------------------- | ---------------------------------------------------------------------------------- | ---------------------------------------------------------------- |
| 1 |                                                                  | Ants Piip (1884-1942) 1º Anciano de Estado                       | 20 de diciembre de 1920                                          | 25 de enero de 1921                                              | 92                                                               | Partido Laborista (ETE)                                          | Piip ETE                                                                           | Asamblea Constituyente (1919)                                    |
| 1 |                                                                  |                                                                  |                                                                  |                                                                  |                                                                  |                                                                  |                                                                                    | Asamblea Constituyente (1919)                                    |
| 2 |                                                                  | Konstantin Päts (1874-1956) 2º Anciano de Estado                 | 25 de enero de 1921                                              | 21 de noviembre de 1922                                          | 666                                                              | Asambleas de Granjeros (PK)                                      | Päts I PK-ETE-ERE-KRE PK-(ETE)-ERE-KRE PK-ERE-KRE                                  | I (1920)                                                         |
| 2 |                                                                  |                                                                  |                                                                  |                                                                  |                                                                  |                                                                  |                                                                                    | I (1920)                                                         |
| 3 |                                                                  | Juhan Kukk (1885-1942) 3º Anciano de Estado                      | 21 de noviembre de 1922                                          | 2 de agosto de 1923                                              | 255                                                              | Partido Laborista (ETE)                                          | Kukk ETE-PK-ERE ETE-PK-(ERE)                                                       | I (1920)                                                         |
| 3 |                                                                  |                                                                  |                                                                  |                                                                  |                                                                  |                                                                  |                                                                                    | I (1920)                                                         |
| 4 |                                                                  | Konstantin Päts (1874-1956) 4º Anciano de Estado (2º mandato)    | 2 de agosto de 1923                                              | 26 de marzo de 1924                                              | 238                                                              | Asambleas de Granjeros (PK)                                      | Päts II PK-KRE-ERE-ETE PK-KRE-ERE-(ETE) PK-KRE-ERE                                 | II (1923)                                                        |
| 4 |                                                                  |                                                                  |                                                                  |                                                                  |                                                                  |                                                                  |                                                                                    | II (1923)                                                        |
| 5 |                                                                  | Friedrich Karl Akel (1871-1941) 5º Anciano de Estado             | 26 de marzo de 1924                                              | 16 de diciembre de 1924                                          | 266                                                              | Partido Popular Cristiano (KRE)                                  | Akel KRE-ETE-ERE                                                                   | II (1923)                                                        |
| 5 |                                                                  |                                                                  |                                                                  |                                                                  |                                                                  |                                                                  |                                                                                    | II (1923)                                                        |
| 6 |                                                                  | Jüri Jaakson (1870-1942) 6º Anciano de Estado                    | 16 de diciembre de 1924                                          | 15 de diciembre de 1925                                          | 365                                                              | Partido Popular (ERE)                                            | Jaakson ERE-PK-ESDTP-ETE-KRE ERE-PK-ESTP-ETE-KRE                                   | II (1923)                                                        |
| 6 |                                                                  |                                                                  |                                                                  |                                                                  |                                                                  |                                                                  |                                                                                    | II (1923)                                                        |
| 7 |                                                                  | Jaan Teemant (1872-1941?) 7º Anciano de Estado                   | 15 de diciembre de 1925                                          | 23 de julio de 1926                                              | 725                                                              | Asambleas de Granjeros (PK)                                      | Teemant I PK-ETE-KRE-ARVK PK-ETE-KRE-ARVK-RVP                                      | II (1923)                                                        |
| 7 | 23 de julio de 1926                                              | Jaan Teemant (1872-1941?) 7º Anciano de Estado                   | 4 de marzo de 1927                                               | Teemant II PK-ARVK-KRE-ERE-ÜMSL                                  | 725                                                              | Asambleas de Granjeros (PK)                                      | III (1926)                                                                         |                                                                  |
| 7 | 4 de marzo de 1927                                               | Jaan Teemant (1872-1941?) 7º Anciano de Estado                   | 9 de diciembre de 1927                                           | Teemant III PK-ARVK-ERE-KRE-ÜMSL                                 | 725                                                              | Asambleas de Granjeros (PK)                                      | III (1926)                                                                         |                                                                  |
| 7 |                                                                  |                                                                  |                                                                  |                                                                  |                                                                  |                                                                  | III (1926)                                                                         |                                                                  |
| 8 |                                                                  | Jaan Tõnisson (1868-1941?) 8º Anciano de Estado                  | 9 de diciembre de 1927                                           | 4 de diciembre de 1928                                           | 362                                                              | Partido Popular (ERE)                                            | III (1926)                                                                         | Tõnisson III ERE-PK-ARVK-ETE                                     |
| 8 |                                                                  |                                                                  |                                                                  |                                                                  |                                                                  |                                                                  | III (1926)                                                                         |                                                                  |
| 9 |                                                                  | August Rei (1886-1963) 9º Anciano de Estado                      | 4 de diciembre de 1928                                           | 9 de julio de 1929                                               | 218                                                              | Partido Socialista Obrero (ESTP)                                 | III (1926)                                                                         | Rei ESTP-ARVK-ETE-KRE                                            |
| 9 |                                                                  |                                                                  |                                                                  |                                                                  |                                                                  |                                                                  | III (1926)                                                                         |                                                                  |
| 10 |                                                                  | Otto August Strandman (1875-1941) 10º Anciano de Estado          | 9 de julio de 1929                                               | 12 de febrero de 1931                                            | 584                                                              | Partido Laborista (ETE)                                          | Strandman II ETE-ARVK-PK-KRE-ERE                                                   | IV (1929)                                                        |
| 10 |                                                                  |                                                                  |                                                                  |                                                                  |                                                                  |                                                                  |                                                                                    | IV (1929)                                                        |
| 11 |                                                                  | Konstantin Päts (1874-1956) 11º Anciano de Estado (3º mandato)   | 12 de febrero de 1931                                            | 19 de febrero de 1932                                            | 373                                                              | Asambleas de Granjeros (PK)                                      | Päts III PK-ERE-ESTP PK-ERE/(KRE)-ESTP PK/(PAVK)-ERE/(KRE)-ESTP PK/(PAVK)-RKE-ESTP | IV (1929)                                                        |
| 11 |                                                                  |                                                                  |                                                                  |                                                                  |                                                                  |                                                                  |                                                                                    | IV (1929)                                                        |
| 12 |                                                                  | Jaan Teemant (1872-1941?) 12º Anciano de Estado (2º mandato)     | 19 de febrero de 1932                                            | 19 de julio de 1932                                              | 152                                                              | Asambleas de Granjeros (PK)                                      | Teemant IV PK/PAVK-RKE ÜPE-RKE                                                     | IV (1929)                                                        |
| 12 | Partido de los Granjeros Unidos (ÜPE)                            | Jaan Teemant (1872-1941?) 12º Anciano de Estado (2º mandato)     | 19 de febrero de 1932                                            | 19 de julio de 1932                                              | 152                                                              |                                                                  | Teemant IV PK/PAVK-RKE ÜPE-RKE                                                     | IV (1929)                                                        |
| 12 |                                                                  |                                                                  |                                                                  |                                                                  |                                                                  |                                                                  |                                                                                    | IV (1929)                                                        |
| 13 |                                                                  | Karl August Einbund (1888-1942) 13º Anciano de Estado            | 19 de julio de 1932                                              | 1 de noviembre de 1932                                           | 106                                                              | Partido de los Granjeros Unidos (ÜPE)                            | Einbund I ÜPE-RKE                                                                  | V (1932)                                                         |
| 13 |                                                                  |                                                                  |                                                                  |                                                                  |                                                                  |                                                                  |                                                                                    | V (1932)                                                         |
| 14 |                                                                  | Konstantin Päts (1874-1956) 14º Anciano de Estado (4º mandato)   | 1 de noviembre de 1932                                           | 18 de mayo de 1933                                               | 199                                                              | Partido de los Granjeros Unidos (ÜPE)                            | Päts IV ÜPE-RKE-ESTP                                                               | V (1932)                                                         |
| 14 |                                                                  |                                                                  |                                                                  |                                                                  |                                                                  |                                                                  |                                                                                    | V (1932)                                                         |
| 15 |                                                                  | Jaan Tõnisson (1868-1941?) 15º Anciano de Estado (2º mandato)    | 18 de mayo de 1933                                               | 21 de octubre de 1933                                            | 157                                                              | Partido del Centro Nacional (RKE)                                | Tõnisson IV RKE-ÜPE                                                                | V (1932)                                                         |
| 15 |                                                                  |                                                                  |                                                                  |                                                                  |                                                                  |                                                                  |                                                                                    | V (1932)                                                         |
| 16 |                                                                  | Konstantin Päts (1874-1956) 16º Anciano de Estado (5º mandato)   | 21 de octubre de 1933                                            | 24 de enero de 1934                                              | 1,647                                                            | Asambleas de Granjeros (PK)                                      | Päts V -                                                                           | V (1932)                                                         |
| 16 |                                                                  |                                                                  |                                                                  |                                                                  |                                                                  |                                                                  | Päts V -                                                                           | V (1932)                                                         |
| La Constitución de 1934 dividió el cargo de Anciano Estatal entre un nuevo cargo llamado Anciano Estatal y un Primer Ministro. |                                                                  |                                                                  |                                                                  |                                                                  |                                                                  |                                                                  |                                                                                    |                                                                  |

### 1934-1937
| Retrato | Retrato | Nombre | Duración del gobierno | Duración del gobierno | Duración del gobierno | Partido político | Gobierno | Riigikogu (Elección) |
| Retrato | Retrato | Nombre | Comienzo | Fin | Días | Partido político | Gobierno | Riigikogu (Elección) |
| La Constitución de 1934 dividió el cargo de Anciano Estatal entre un nuevo cargo llamado Anciano Estatal y un Primer Ministro.                   | La Constitución de 1934 dividió el cargo de Anciano Estatal entre un nuevo cargo llamado Anciano Estatal y un Primer Ministro. | La Constitución de 1934 dividió el cargo de Anciano Estatal entre un nuevo cargo llamado Anciano Estatal y un Primer Ministro. | La Constitución de 1934 dividió el cargo de Anciano Estatal entre un nuevo cargo llamado Anciano Estatal y un Primer Ministro. | La Constitución de 1934 dividió el cargo de Anciano Estatal entre un nuevo cargo llamado Anciano Estatal y un Primer Ministro. | La Constitución de 1934 dividió el cargo de Anciano Estatal entre un nuevo cargo llamado Anciano Estatal y un Primer Ministro. | La Constitución de 1934 dividió el cargo de Anciano Estatal entre un nuevo cargo llamado Anciano Estatal y un Primer Ministro. | La Constitución de 1934 dividió el cargo de Anciano Estatal entre un nuevo cargo llamado Anciano Estatal y un Primer Ministro. | La Constitución de 1934 dividió el cargo de Anciano Estatal entre un nuevo cargo llamado Anciano Estatal y un Primer Ministro. |
| --- | --- | --- | --- | --- | --- | --- | --- | --- |
| — | | Konstantin Päts (1874-1956) 6º Primer Ministro (mientras Anciano de Estado)                                                    | 24 de enero de 1934 | 3 de septiembre de 1937 | 1319 | Asambleas de Granjeros (PK) | Päts V - | V (1932) |
| — | - | Konstantin Päts (1874-1956) 6º Primer Ministro (mientras Anciano de Estado)                                                    | 24 de enero de 1934 | 3 de septiembre de 1937 | 1319 | Parlamento disuelto | Päts V - | |
| — | | | | | | | | |
| La Ley de Enmienda de la Constitución de 1938 fusionó temporalmente los cargos de Anciano Estatal y Primer Ministro en el de Presidente-Regente. | | | | | | | | |